# Lực lượng Delta
Biệt đội Tác chiến Lực lượng Đặc biệt số 1 - Delta (1st Special Forces Operational Detachment-Delta - 1st SFOD-D) là một trong những Đơn vị Sứ mệnh Đặc biệt (Special Mission Units) và là đơn vị chống khủng bố bậc 1 của Hoa Kỳ.
Đây là lực lượng đặc biệt tinh nhuệ của Quân đội Mỹ, dưới sự điều hành của Bộ Tư lệnh Chiến dịch Đặc biệt Liên quân (JSOC). Nơi được giao các nhiệm vụ đặc biệt liên quan đến chống khủng bố, giải cứu con tin, công kích trực tiếp và trinh sát đặc biệt..., thường là chống lại các mục tiêu có giá trị cao.
Lực lượng Delta và các đối tác của Lực lượng Hải quân và Không quân, DEVGRU và Phi đội Chiến thuật Đặc biệt số 24, là các đơn vị đặc nhiệm cấp 1 quan trọng của quân đội Hoa Kỳ được giao nhiệm vụ thực hiện các nhiệm vụ phức tạp, tuyệt mật và nguy hiểm nhất do Cơ quan Chỉ huy Quốc gia (NCA) chỉ đạo và điều hành, và làm việc trực tiếp với Cơ quan Tình báo Trung ương.

## Lịch sử

Phù hiệu Trung đoàn 22 SAS của Lục quân Anh, hình mẫu cho Lực lượng Delta

Ban đầu, Delta được ra đời sau hàng loạt những vụ khủng bố bị dư luận chỉ trích hồi thập niên 70 thế kỷ trước. Để đối phó với những vấn đề đó, chính phủ Mỹ đã quyết định thành lập đơn vị chống khủng bố toàn thời gian.
Đầu thập niên 60, chỉ có các nhân vật chủ chốt trong quân đội và chính phủ mới được thông báo tóm tắt về loại đơn vị đặc nhiệm này.
Charlie Beckwith, một sĩ quan Lực lượng Đặc biệt (Mũ nồi xanh) và là cựu binh Chiến tranh Việt Nam, từng là sĩ quan trao đổi công tác tại Trung đoàn Tác chiến Đặc biệt Đường không 22 (22 Special Air Service Regiment) của Lục quân Anh trong Sự biến Khẩn cấp Malaya. Sau khi tham gia các cuộc chiến nói trên, Beckwith trở về,  trình bày một báo cáo chi tiết nêu rõ lỗ hổng của Quân đội Mỹ khi không có một đơn vị kiểu SAS. Thời gian đó Mỹ chỉ tập trung vào chiến tranh quy ước mà không đầu tư vào chiến tranh bất quy ước và chống khủng bố.
Chính Beckwith là người đầu tiên nhận thấy vai trò của SAS "không chỉ là thấy mà còn là thợ" trong các cuộc chiến. Đặc biệt Beckwith còn sớm nhận thấy các nhóm nhỏ SAS có khả năng thích nghi cao, hoàn toàn tự lập và có thể hành động trực tiếp trong nhiệm vụ chống khủng bố. Beckwith đã giới thiệu tóm tắt ý tưởng này trước cả quân đội lẫn các nhân vật cao cấp chính phủ về mô hình của SAS.
Cuối cùng, vào cuối thập niên 70, khi mối đe dọa khủng bố từ các nhóm cánh tả và dân tộc chủ nghĩa ngày càng gia tăng, giới chức chóp bu Lầu Năm Góc và quân đội đã đồng ý và chỉ định Beckwith thành lập Lực lượng Delta.
Beckwith ước tính phải mất 24 tháng để hoàn thành nhiệm vụ với sự hỗ trợ đắc lực của Chuẩn tướng John Watts. Để biện minh cho lý do tại sao phải mất hai năm để xây dựng Delta, Beckwith phải làm một việc rất quan trọng là soạn thảo cái mà ông ta gọi là Robert Redford Paper (Hồ sơ Robert Redford hay RRP). RRP đề cập tới quá trình lựa chọn/đánh giá của Delta với bốn giai đoạn.
Lực lượng Delta sau đó được thành lập vào ngày 19 tháng 11 năm 1977, bởi Beckwith và Đại tá Thomas Henry. Lúc đó, Đại tá Bob "Black Gloves" Mountel thuộc Liên đoàn Lực lượng Đặc nhiệm số 5 được giao nhiệm vụ tạo ra một đơn vị "chọc thủng khoảng cách ngắn hạn" tồn tại cho đến khi Delta sẵn sàng, được đặt tên là Blue Light.

Các thành viên ban đầu của đơn vị được sàng lọc từ các tình nguyện viên và trải qua một quá trình tuyển chọn chuyên biệt vào đầu năm 1978, liên quan đến một loạt các vấn đề về giao thông đường bộ ở địa hình đồi núi đang ngày càng gia tăng. Mục đích là để kiểm tra sức bền, khả năng chịu đựng và ý chí quyết tâm của các ứng viên. Khóa huấn luyện đầu tiên kéo dài từ tháng 4 đến tháng 9 năm 1978. Lực lượng Delta đã được chứng nhận là có đầy đủ khả năng thực hiện nhiệm vụ vào mùa Thu năm 1979 ngay trước cuộc khủng hoảng con tin Iran.

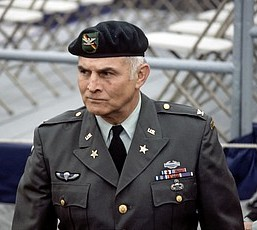
Đại tá Charlie Beckwith, người sáng lập Lực lượng Delta, năm 1980

### Chiến dịch Móng vuốt Đại bàng
Vào ngày 4 tháng 11 năm 1979, 53 nhà ngoại giao và công dân Mỹ đã bị bắt và giam giữ tại Đại sứ quán Hoa Kỳ ở Tehran, Iran. Lực lượng Delta được giao nhiệm vụ lập kế hoạch và thực hiện Chiến dịch Móng vuốt Đại bàng (PEC - Operation Eagle Claw) và dùng vũ lực trục giải cứu con tin từ đại sứ quán vào đêm 24 và 25 tháng 4 năm 1980. Chiến dịch bị đình chỉ do trục trặc máy bay trực thăng bị hỏng.
Sau này, Ủy ban đánh giá đã kiểm tra sự cố và phát hiện ra 23 vấn đề trong hoạt động, trong đó có vấn đề thời tiết bất an do máy bay gặp phải, các vấn đề về chỉ huy và kiểm soát giữa các chỉ huy bộ phận đa dịch vụ, va chạm giữa trực thăng và máy bay tiếp dầu trên mặt đất, và các vấn đề cơ học đã làm giảm số lượng máy bay trực thăng hiện có từ 8 chiếc xuống còn 5 chiếc (ít hơn một chiếc so với mức tối thiểu mong muốn) trước khi đội đặc nhiệm có thể rời địa điểm chuyển tải/tiếp nhiên liệu.
Sau khi chiến dịch PEC thất bại, chính phủ Hoa Kỳ nhận thấy cần phải thực hiện nhiều cải tổ. Trung đoàn Hàng không Hoạt động Đặc biệt 160 (Dù), còn được gọi là "Kẻ bám đuôi ban đêm", được thành lập cho các hoạt động đặc biệt cần sự hỗ trợ của đường không. SEAL Team Six của Hải quân, tiền thân của Nhóm Phát triển Chiến tranh Đặc biệt Hải quân hiện tại, được thành lập cho các hoạt động chống khủng bố trên biển. Bộ Chỉ huy Tác chiến Đặc biệt Liên hợp được thành lập để chỉ huy và kiểm soát các đơn vị chống khủng bố khác nhau của quân đội Hoa Kỳ.

### Thập niên 1980
Thập niên 1980, Lực lượng Delta tham gia vào các chiến dịch chống cánh tả của chính quyền Ronald Reagan và George H.W. Bush ở Mỹ Latinh. Tiêu biểu như chống nhóm nổi dậy cánh tả FMNL ở El Salvador, hỗ trợ nhóm nổi dậy Contra do CIA tài trợ chống lại chính quyền Nicaragua, Chiến dịch Urgent Fury, nội chiến Honduras và Guatemala và Chiến dịch Just Cause bắt sống nhà độc tài quân sự từng thân Mỹ Manuel Noriega.

### Thập niên 1990

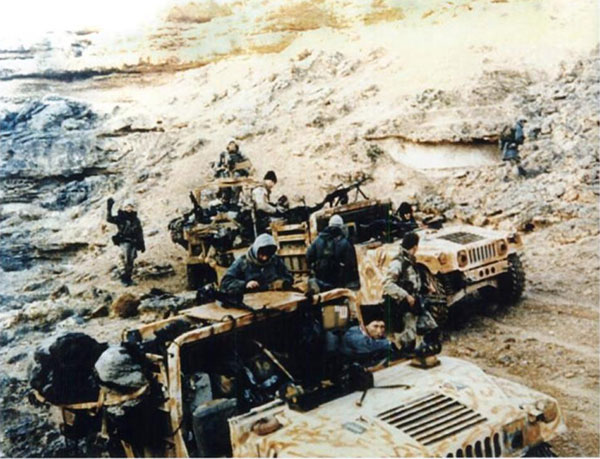
Đặc nhiệm Delta đằng sau hậu tuyến Iraq trong Chiến tranh vùng Vịnh 1991

Năm 1990, Delta tham gia vào chiến tranh vùng Vịnh, cùng với SAS tiêu diệt phương tiện vận tải tên lửa Scud của Iraq đang nhắm vào Israel từ tầm xa bằng súng bắn tỉa hỏa lực mạnh 50 li nhắm vào ống nhiên liệu. Nếu tên lửa bắn vào Israel, Israel có thể tham chiến, và các đồng minh A Rập của Mỹ sẽ không tham gia chống Iraq vì nghi kỵ Israel. Nhiệm vụ khác của Delta trong Chiến tranh vùng Vịnh là bảo vệ Đại tướng Norman Schwarzkopf, lãnh đạo liên quân chống Iraq, lúc này đang ở A Rập Xê Út.
Đại đội C, Lực lượng Delta cũng tham gia chiến dịch Gothic Serpent năm 1993 nhằm bắt giữ lãnh đạo nhóm phiến quân Somalia Mohamed Farrah Aidid ở thủ đô Mogadishu và sau đó là cứu phi công lục quân Michael Durant sau khi trực thăng của anh này bị rơi trong khi tham gia chiến dịch. 5 đặc nhiệm Delta hy sinh trong sự việc này, cùng với 14 lính Mỹ thuộc các đơn vị khác. Bên cạnh đó, vài trăm chiến binh Somalia và thường dân thiệt mạng. Mỹ lúc này tham chiến tại Somalia với tư cách thành viên Lực lượng Gìn giữ Hòa bình Liên Hợp Quốc cứu trợ nhân đạo cho người dân Somali đang bị nạn đói và nội chiến.

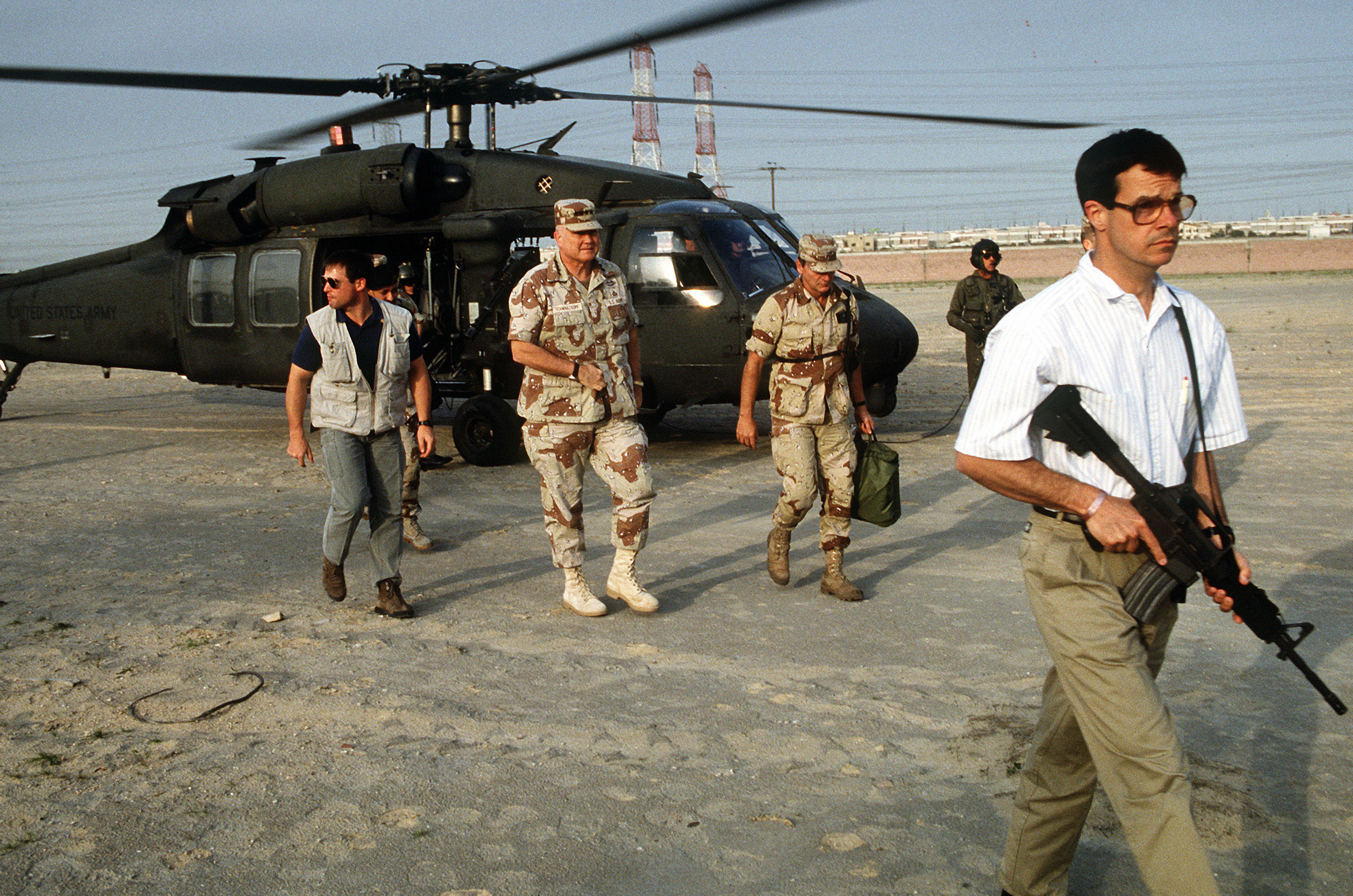
Đặc nhiệm Delta trong thường phục hộ tống Đại tướng Norman Schwarzkopf, Tư lệnh Bộ Tư lệnh Trung Đông, Chiến tranh vùng Vịnh 1991. Người đứng bên phải mặc sơmi trắng là William F. "Bill" Cronin III.

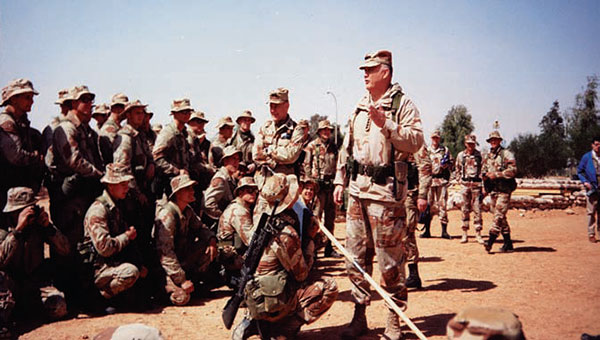
Đại tướng Shwarzkopf và đặc nhiệm Delta, Chiến tranh vùng Vịnh 1991.

Trong cuộc can thiệp quân sự nhằm lật đổ chế độ độc tài quân phiệt ở Haiti năm 1994 mang tên Chiến dịch Uphold Democracy, đặc nhiệm Delta làm bảo vệ cho quan chức Liên Hợp Quốc và các nhà ngoại giao, cộng tác với đặc nhiệm GROM của Ba Lan.

### Chiến tranh chống khủng bố
Delta đã tham gia rất nhiều chiến dịch ở Afghanistan và Iraq. Các chiến dịch và trận đánh tiêu biểu của Delta ở Afghanistan là trận Tora Bora, chiến dịch Anaconda 2002, và ở Iraq là các vụ săn lùng quan chức cấp cao trong chính quyền Saddam Hussein, trận Fallujah, trận Ramadi. Họ cũng là lực lượng bắt sống nhà lãnh đạo Iraq Saddam Hussein. Đặc nhiệm Delta và không quân Mỹ phối hợp tiêu diệt Abu Musab al-Zarqawi, thủ lĩnh mạng lưới al-Qaeda tại Iraq và cũng được coi là kẻ tiền nhiệm của Abu Bakr al-Baghdadi trước khi hắn biến tổ chức này thành IS.
Delta rút khỏi Iraq khi các lực lượng Mỹ rời khỏi Iraq vào năm 2011, nhưng quay trở lại khi cuộc chiến chống Nhà nước Hồi giáo (IS) bắt đầu. Đặc nhiệm Delta có quan hệ chặt chẽ với các chiến binh người Kurd ở Iraq trong cuộc chiến chống IS.
Sau sự sụp đổ của chính quyền Gaddafi ở Lybia và vụ tấn công vào khu sứ quán Mỹ năm 2012, Delta đã săn lùng những đối tượng tình nghi đứng sau vụ tấn công.
Đặc nhiệm Delta từng tham gia nhiều chiến dịch tại Syria kể từ khi IS từ năm 2015. Các đơn vị Delta đã thực hiện chiến dịch bắt Abu Sayyaf, kẻ quản lý các mỏ dầu bị IS chiếm ở miền đông Syria. Dù không bắt sống được Sayyaf, nhưng Delta bắt sống các tay chân thân tín của hắn và thu được nhiều tin tình báo quan trọng sau quá trình thẩm vấn. Tính đến năm 2017, có khoảng 1.200 người là thành viên của đặc nhiệm Delta. Thượng sĩ Joshua Wheeler của Delta là thương vong đầu tiên của Quân đội Mỹ trong cuộc chiến chống IS. Chiến sĩ dưới quyền Wheeler, Trung sĩ Nhất Thomas Payne được trao Huân chương Danh dự năm 2020.
Ngày 26-27 tháng 10 năm 2019, Lực lượng Delta tấn công khu nhà của thủ lĩnh IS Abu Bakr al-Baghdadi. Baghdadi tự sát bằng áo bom, giết hại 2 đứa trẻ và làm bị thương một chó nghiệp vụ tên Conan. Khu nhà của Baghdadi sau đó đã bị không kích san phẳng.

### Khen thưởng[2]
Phần lớn các hoạt động của Lực lượng Delta đều được giữ bí mật, không bao giờ được công chúng biết đến. Tuy nhiên, cũng có ngoại lệ được công khai và trao thưởng.
Ví dụ, Chiến dịch Urgent Fury, Delta đã được trao Giải Đơn vị phối hợp Xuất sắc (JMUA).
Ngoài ra, Delta còn được được trao nhiều phần thưởng danh giá khác như Giải thưởng Đơn vị xuất sắc (VUA) vì thành tích phi thường trong việc giải cứu con tin  mang tên Modelo Prison Hostage Rescue Mission (Sứ mệnh giải cứu con tin Nhà tù Modelo) và bắt giữ Manuel Noriega hồi tháng 12 năm 1989 trong Chiến dịch Just Cause ở Panama.
Trong Chiến tranh chống khủng bố, Delta đã được trao Bằng khen Tổng thống cho các hoạt động chiến đấu ở Afghanistan từ tháng 10 năm 2001 đến ngày 15/3/2002 và ở Iraq từ ngày 19/3/2003 đến ngày 13/12/2003.  

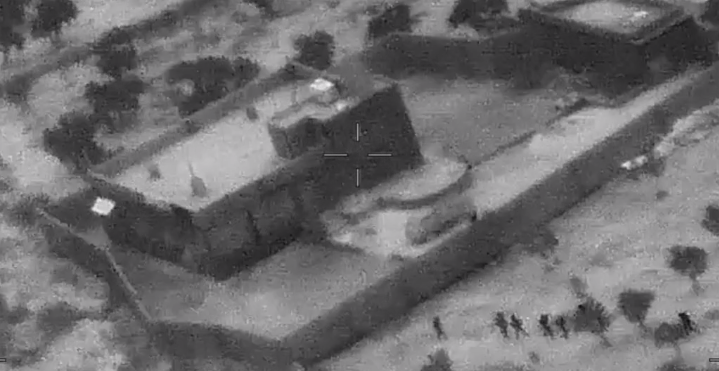
Đặc nhiệm Đại đội A Delta (góc dưới bên phải) trong cuộc đột kích tiêu diệt thủ lĩnh IS Abu Bakr al-Baghdadi, 2019

Và mới đây, ngày 26/10/2019, Lực lượng Delta và Trung đoàn Biệt động quân 75 (Lực lượng đặc nhiệm chuyên hoạt động đầm lầy) đã đột kích vào khu nhà của thủ lĩnh IS Abu Bakr al-Baghdadi tiêu diệt gọn cả ông trùm lẫn thuộc hạ.

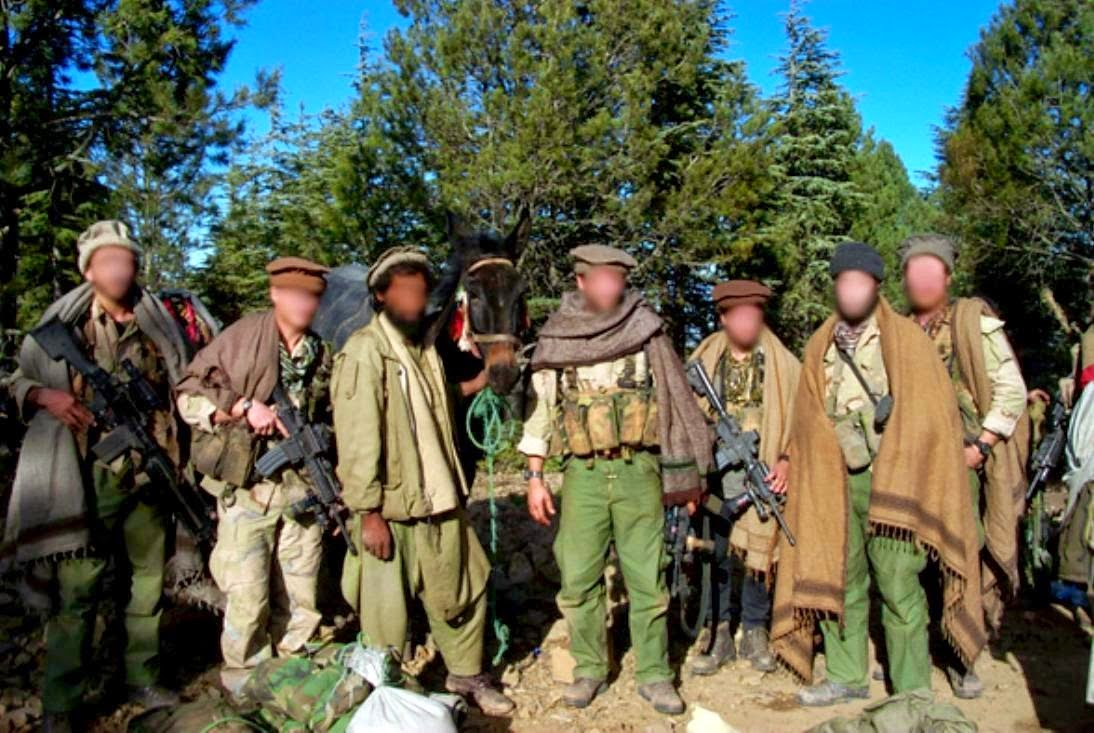
Đặc nhiệm Delta thuộc Đại đội A cải trang thành thường dân Afghanistan để truy lùng bin Laden, tháng 11/2001. Ảnh chụp bởi Thiếu tá Thomas Greer thuộc Đại đội A.

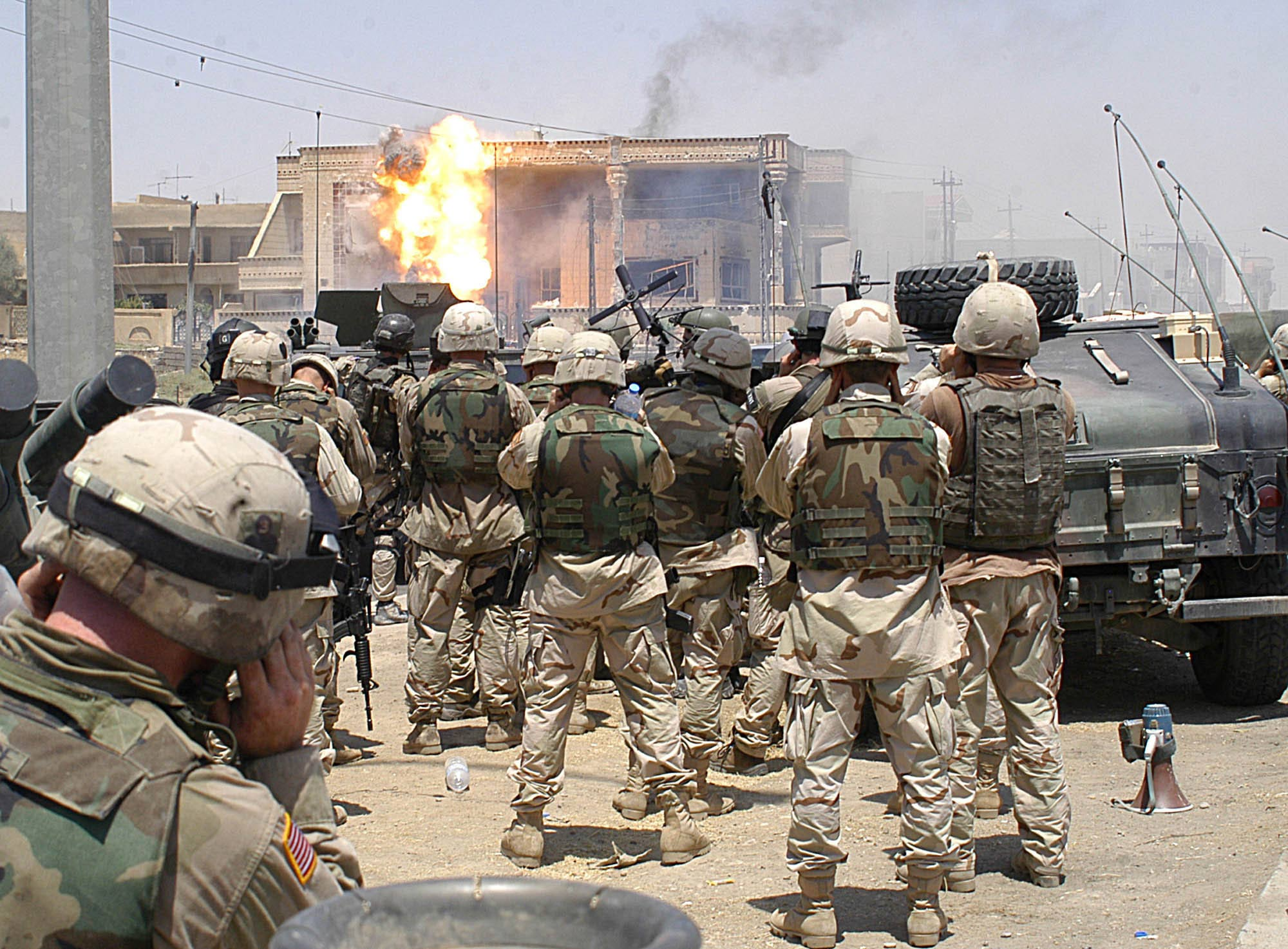
Đặc nhiệm Delta và Lữ đoàn 1, Sư đoàn Không vận 101 bao vây nơi trú ẩn của 2 con trai Saddam Hussein là Uday và Qusay Hussein, Mosul, Iraq 7/2003. Đặc nhiệm Delta đứng khuất đằng trước bộ binh dù, đội nón giáp MICH màu tối và không bọc vải.

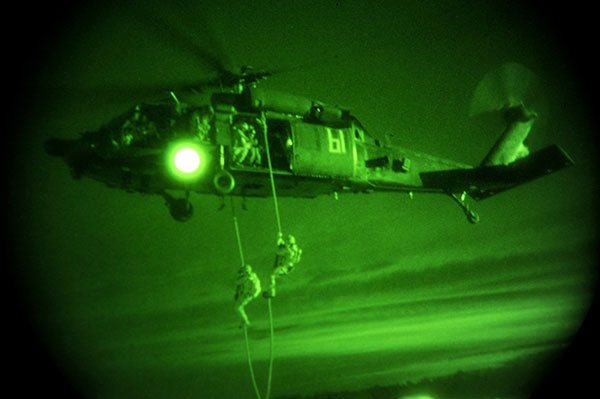
Đặc nhiệm Delta đổ bộ bằng trực thăng MH-60 Black Hawk.

Lực lượng Delta có 3 thành viên đã được trao Huân chương Danh dự cao quý nhất của Quân đội Mỹ - Thượng sĩ Gary Gordon và Trung sĩ Nhất Randall Shughart hy sinh trong trận Mogadishu năm 1993 và được truy tặng, và Trung sĩ nhất Thomas Payne trong cuộc giải cứu con tin năm 2015 khỏi nhà tù của Nhà nước Hồi giáo ở tỉnh Kirkuk, Iraq.

## Cơ cấu tổ chức
Các đơn vị Delta đóng quân tại căn cứ Bragg ở bang Bắc Carolina và nằm dưới quyền điều hành tác chiến của Bộ Tư lệnh Chiến dịch Đặc biệt Liên quân (JSOC), nhưng về hành chính thì nằm dưới quyền Bộ Tư lệnh Chiến dịch Đặc biệt Lục quân Hoa Kỳ (USASOC).
Cơ cấu của Lực lượng Delta giống với 22 SAS của Anh. Tư lệnh của Delta là sĩ quan cấp Đại tá (bậc lương O-6). Vào giai đoạn 2001, Delta có khoảng 1000 người, với số lượng đặc nhiệm giải cứu con tin và công kích từ 250 tới 300 người.
Các Đại đội (Squadron) cấp đại đội trực thuộc Delta:
- Đại đội A (Công kích và trinh sát)
- Đại đội B (Công kích và trinh sát)
- Đại đội C (Công kích và trinh sát)
- Đại đội D (Công kích và trinh sát)
- Đại đội E (Vận tải đường không)
- Đại đội G (Chiến dịch quân báo mật, từng được gọi là Trung đội Hỗ trợ Tác chiến, Operational Support Troops)
- Đơn vị hỗ trợ (bao gồm các chuyên viên viễn thông, rà phá bom mình, y tế, tình báo điện tử v.v.)

Mỗi Đại đội có 3 trung đội (Troop): 2 trung đội công kích chuyên về công kích trực tiếp và 1 trung đội chuyên về do thám và trinh sát làm công tác bí mật thâm nhập hậu cứ địch, quan sát vị trí địch và bắn tỉa. Mỗi Đại đội được chỉ huy bởi sĩ quan cấp Trung tá (bậc lương O-5), mỗi trung đội được chỉ huy bởi sĩ quan cấp Thiếu tá (bậc lương O-4). Mỗi trung đội bao gồm bốn đội/nhóm (team) nhỏ, mỗi đội được chỉ huy bởi một hạ sĩ quan cấp cao, thường là Thượng sĩ Nhất, Thượng sĩ (E-8) hoặc Trung sĩ Nhất (E-7). Các thành viên khác của đội mang quân hàm từ cấp Trung sĩ (E-5) đến Thượng sĩ (E-8).
Để che giấu danh tính, binh lính hiếm khi mặc quân phục và thường mặc trang phục dân sự kể cả khi thực hiện các hoạt động. Nếu mặc quân phục sẽ không có phù hiệu đơn vị trên tay áo. Khi mặc quân phục cho các sự kiện có truyền thông, đặc nhiệm sẽ mang phù hiệu Bộ Tư lệnh Chiến dịch Đặc biệt Lục quân. Thành viên được để tóc dân sự và để râu để tránh bị nhận diện và trà trộn. Bộ Quốc phòng Mỹ kiểm soát chặt chẻ thông tin liên quan đến Lực lượng Delta và không bình luận công khai về thành viên hay chiến dịch, trừ khi Delta tham gia chiến dịch lớn hay có thành viên hy sinh.  

Phù hiệu không chính thức của Lực lượng Delta, từng được sử dụng trong video tuyển mộ

### Tư lệnh qua các thời kỳ
Theo như cựu đặc nhiệm Đại đội B Delta, Thượng sĩ Nhất Mike Vining đăng trên trang mạng xã hội cựu chiến binh quân đội Mỹ Together We Served, các tư lệnh của Delta đã công khai danh tính bao gồm
- 1977 - 1980  Đại tá Charles Alvin "Chargin' Charlie" Beckwith (1929 -1994)
- 1980 - 1982  Đại tá James R. "Rod" Paschal
- 1982 - 1985 Đại tá (sau là Chuẩn tướng) Sherman H. Williford
- 1985 - 1989 Đại tá (sau là Thiếu tướng) William F. "Bill" Garrison
- 1989 - 1992  Đại tá (sau là Đại tướng) Peter J. Schoomaker
- 1992 - 1994  Đại tá (sau là Trung tướng) William G. Boykin
- 1994 - 1996  Đại tá Bernard J. McCabe, Jr.
- 1996 - 1998  Đại tá (sau là Thiếu tướng) Eldon A. Bargewell
- 1998 - 2000  Đại tá (sau là Thiếu tướng) Gary L. Harrell
- 2000 - 2002  Đại tá (sau là Chuẩn tướng) James H. Schwitters
- 2002 - 2003 Đại tá Ronald Russell
- 2003 - 2005 Đại tá (sau là Trung tướng) Bennet S. Sacolick[10]
- 2005 - 2007 Đại tá (sau là Đại tướng) Austin S. Miller[11]
- 2007 - 2009 Đại tá Mark W. Erwin
- 2009 - 2011 Đại tá (sau là Thiếu tướng) Mark J. O'Neill [12]
- 2013 - 2015 Đại tá Christopher T. Donahue

### Tuyển mộ
Thời gian tuyển chọn của Lực lượng Delta không dài, thường là khoảng sáu tháng, nhưng đòi hỏi rất cao.
Quân đội Mỹ đã quảng cáo tuyển dụng cho Lực lượng Delta từ những năm 1990.
Các chiến đấu viên, sĩ quan đặc nhiệm Delta có sự khác biệt kỹ năng chiến đấu vì được tuyển chọn từ nhiều đơn vị khác nhau thuộc Quân đội Mỹ, trong đó có cả cựu đặc nhiệm hải quân (SEAL). Tuy nhiên, phần lớn lực lượng của đặc nhiệm Delta được tuyển lựa từ Trung đoàn Biệt động quân 75, các Nhóm Lực lượng Đặc biệt tinh nhuệ (Mũ nồi xanh), Lục quân Mỹ.

### Xét tuyển
Cứ 2 năm một lần, đặc nhiệm Delta tổ chức khóa tuyển chọn thành viên kéo dài 1 tháng ở dãy núi Appalachia, West Virginia với sự tham gia của hàng trăm ứng viên.
Cuốn sách "Bên trong Delta Force" của Eric Haney cung cấp cái nhìn rất chi tiết về quy trình tuyển chọn cho Lực lượng Delta của Mỹ.
Nó bắt đầu với các bài kiểm tra tiêu chuẩn như chống đẩy, đứng lên ngồi xuống và bò ngược. Các thí sinh phải hoàn thành đường chạy 2 dặm (3,2 km) và bơi 100 mét trong một khoảng thời gian được chỉ định.
Các thí sinh sau đó được đưa vào một loạt các khóa học điều hướng trên mặt đất để đánh giá thêm về thể lực.
Khóa học này vô cùng thách thức, các thí sinh phải trải qua thử thách suốt đêm trên quãng đường 18 dặm (29 km) trong khi phải đeo ba lô 18 kg. Trọng lượng ba lô sau đó được tăng lên, các yêu cầu về thời gian để hoàn thành nhiệm vụ cũng tăng.
Việc kiểm tra thể chất kết thúc bằng cuộc hành quân 64 km (40 dặm) với chiếc ba lô nặng 20 kg trên địa hình cực kỳ khó khăn.
Ngoài các yêu cầu về thể chất, các ứng viên cũng phải vượt qua nhiều bài kiểm tra tâm lý. Một hội đồng bao gồm các nhà tâm lý học và chỉ huy Delta sẽ yêu cầu ứng viên trả lời một loạt câu hỏi để mổ xẻ mọi khía cạnh tinh thần của người lính. Sau quá trình phỏng vấn, chỉ huy đơn vị sẽ tiếp cận ứng viên và thông báo cho cá nhân nếu người đó được chọn.
Dù các ứng viên cho lực lượng Delta đều là nền tảng huấn luyện và kỹ thuật chiến đấu tốt, nhưng tỷ lệ trượt vẫn trên mức 90%. Các ứng viên hoàn thành khóa tuyển chọn vẫn có thể bị loại nếu không được đáp ứng được các yêu cầu khắt khe của ban tuyển chọn.

### Huấn luyện

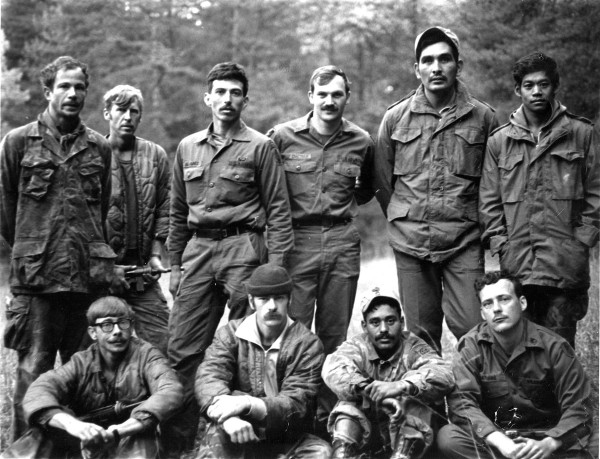
Những thành viên đầu tiên của Lực lượng Delta, đợt xét tuyển mùa thu 1978, OTC khóa 2. Người ngồi hàng đầu, bên trái, đeo kính là Thượng sĩ Nhất Mike Vining.

Sau khi vượt qua vòng loại, ứng viên phải tham gia Khóa Huấn luyện Đặc nhiệm (Operator Training Course) kéo dài 6 tháng với khoảng 30-40% số ứng viên tiếp tục bị loại do quá trình huấn luyện căng thẳng và đạt tới cực hạn chịu đựng của mỗi người. Các khóa đào tạo khắc nghiệt và tỷ lệ đào thải cao khiến chỉ có những ứng viên ưu tú nhất mới được nhận vào đặc nhiệm Delta.
Theo hồi ký Bên trong Lực lượng Delta của cựu đặc nhiệm Lực lượng Delta Eric Haney, Khóa Huấn luyện Đặc nhiệm dài khoảng 6 tháng. Nội dung khóa luôn được cập nhật, nhưng kỹ năng chung bao gồm chống khủng bố và phản gián, sử dụng súng và các vũ khí chuyên dụng khác :
- Kỹ năng bắn súng
  - Học viên bắn mục tiêu ở tầm gần không cần nhắm cho đến khi đạt độ chính xác tuyệt đối, sau đó chuyển sang mục tiêu di động
  - Khi kỹ năng bắn súng đã hoàn thiện, học viên vào nhà tập bắn và tiêu diệt các mục tiêu trong phòng - đầu tiên là một mục tiêu trong phòng, rồi 2, 3 và 4. Khi học viên đã thành thạo kỹ năng, con tin sẽ được cho vào trong phòng
- Kỹ năng xâm nhập
  - Học viên được học cách cạy khóa, bao gồm khóa xe và khóa két
  - Kỹ năng sử dụng bộc phá nâng cao
- Kỹ năng phối hợp: Cục Điều tra Liên bang (FBI), Cục hàng không Liên bang và các cơ quan khác đảm nhiệm việc huấn luyện trong các khóa OTC đầu tiên
  - Các học viên ứng dụng bộc phá và bắn súng tại nhà tập bắn và các cơ sở huấn luyện để tập tác chiến giải cứu con tin và chống khủng bố với sự phối hợp của đơn vị công kích và bắn tỉa. Họ tập các tình huống chống khủng bố và bắn tỉa trong các môi trường đô thị, máy bay và các môi trường khác
  - Các học viên học cách thiết lập các vị trí bắn tỉa xung quanh tòa nhà có con tin. Họ cũng học cách thiết lập các trung tâm điều phối tác chiến (Tactical Operations Center) và liên lạc theo cách có tổ chức. Dù Delta có các trung đội bắn tía, mọi thành viên đều được đào tạo bắn tỉa.
  - Các học viên sau đó quay lại nhà tập bắn và con tin được thay bằng các học viên khác và đặc nhiệm Delta. Đạn thật được sử dụng trong diễn tập để kiểm tra học viên và nâng cao sự tin tưởng giữa các học viên
- Kỹ năng thích nghi: Học viên được đào tạo kỹ năng sinh tồn và thích nghi, lẩn trốn, phản kháng lại thẩm vấn và tra tấn (bao gồm phương pháp thẩm vấn nâng cao), kỹ năng trốn thoát (gọi tắt là SERE - Survival, Evasion, Resistance, Escape)
- Kỹ năng do thám: trong các khóa OTC đầu tiên, nhân viên Cơ quan Tình báo Trung ương (CIA) đảm nhiệm việc đào tạo kỹ thuật gián điệp
  - Học viên học các kỹ thuật gián điệp như hòm thư chết, liên lạc, giao liên, chuyển giao đồ, ám hiệu thả đồ và thu thập, ám hiệu an toàn và nguy hiểm, do thám và phản do thám.
- Kỹ năng bảo vệ: Trong các khóa OTC đầu tiên, Sở An ninh Ngoại giao thuộc Bộ Ngoại giao và Cơ quan Mật vụ cố vấn mục này
  - Học viên tham gia các lớp lái xe cao cấp, học cách lái xe phòng vệ và tấn công
  - Học cách bảo vệ yếu nhân và ngoại giao theo các phương pháp nghiên cứu bởi Mật vụ và an ninh Ngoại giao
- Khóa đào tạo cấp tốc nhảy dù tầm cao rơi tự do (nhảy dù ở độ cao từ 4600 tới 11000m)
- Diễn tập tổng hợp: Bài kiểm tra cuối cùng yêu cầu học viên áp dụng và tùy cơ ứng biến các kỹ năng và kiến thức học được

Năm 2008, một video clip thể hiện các công tác huấn luyện và tác chiến của Lực lượng Delta, mục đích ban đầu là tuyển mộ trong quân, bị lộ và đăng lên mạng internet. Video được đăng trên báo mạng Military.com tại đây.

## Danh sách các thành viên Lực lượng Delta đã công khai danh tính

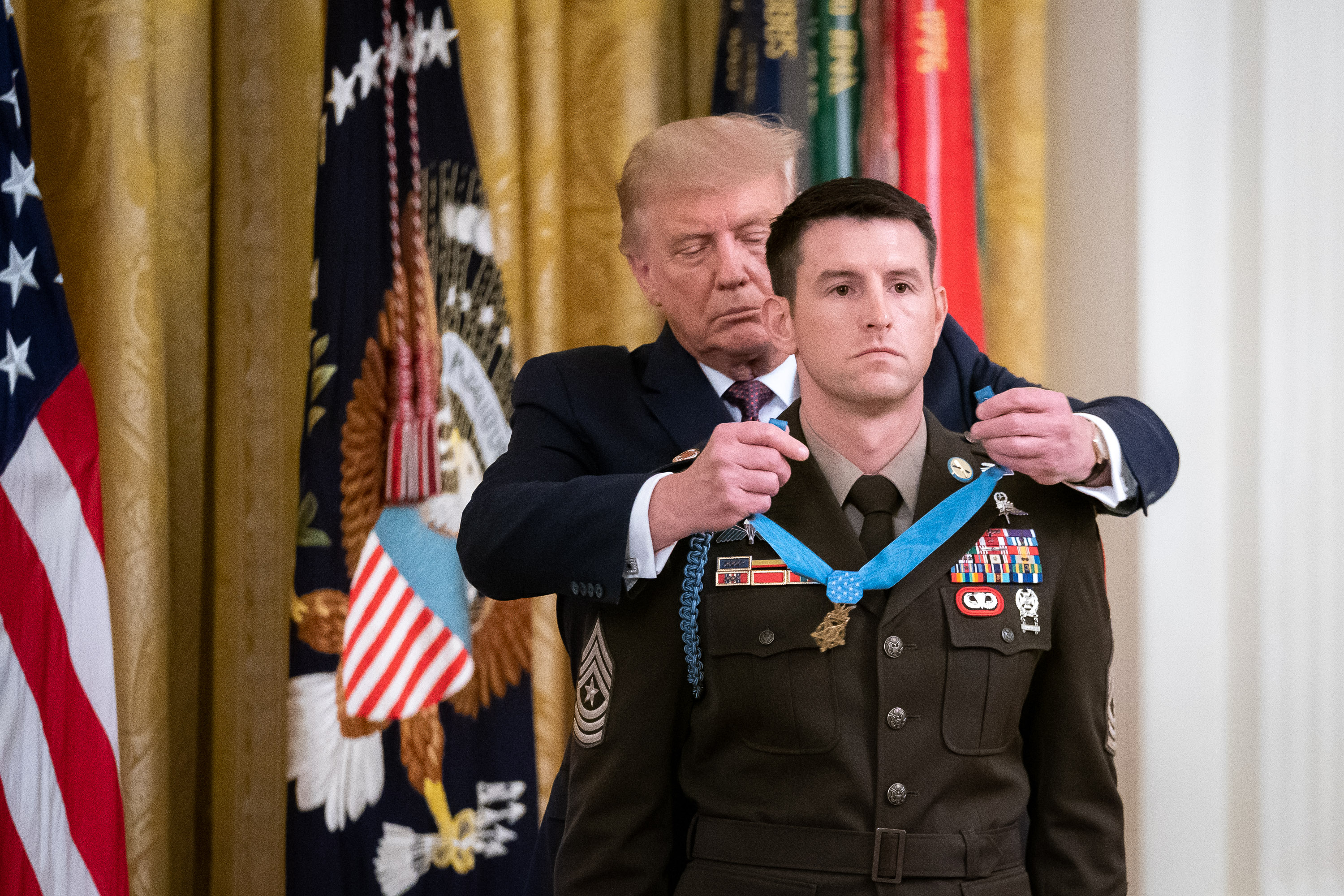
Tổng thống Donald Trump trao Huân chương Danh dự cho Thượng sĩ Nhất (cựu Trung sĩ Nhất) Thomas Payne, đặc nhiệm Lực lượng Delta, 11 tháng 9, 2020.

- Đại tá Charles Alvin Beckwith (1929 -1994)
- Đại tá James R. "Rod" Paschal
- Chuẩn tướng Sherman H. Williford
- Thiếu tướng William F. "Bill" Garrison
- Đại tướng Peter J. Schoomaker
- Trung tướng William G. Boykin
- Đại tá Bernard J. McCabe, Jr.
- Thiếu tướng Eldon A. Bargewell
- Thiếu tướng Gary L. Harrell
- Chuẩn tướng James H. Schwitters
- Đại tá Ronald Russell
- Trung tướng Bennet S. Sacolick
- Đại tướng Austin S. Miller: Tư lệnh cuối cùng của lực lượng quân đội Mỹ tại Afghanistan.
- Đại tá Mark W. Erwin
- Thiếu tướng Mark J. O'Neill
- Trung Tướng Christopher T. Donahue:Cựu tư lệnh Sư Đoàn Dù 82,người lính Mỹ cuối cùng rời khỏi Afghanistan vào ngày 30 tháng 8 2021 hiện đang là tư lệnh Quân Đoàn Dù 18 (XVIII Airborne Corps)
- Thiếu tá Richard J. Meadows
- Thượng sĩ Nhất Eric L. Haney: Cựu thành viên Đại đội B. Tác giả cuốn Bên trong Lực lượng Delta (Inside Delta Force).
- Trung tá Lewis H. Burrus Jr.
- Walter L. Schumate
- Đại úy Wade Y. Ishimoto
- Đại tá Wayne E. Long
- Đại tướng Edward C. Meyer
- Trung tướng Samuel V. Wilson
- Đại tá Jesse L. Johnson
- Thượng sĩ Larry Vickers: Đại đội C, Delta. Thành viên đội công kích của trận Mogadishu. Ông có kên YouTube tên Vickers Tactical.
- Steve Swierkowski
- Thượng sĩ Kevin Holland: Gia nhập Hải quân Hoa Kỳ năm 1988. Thành viên SEAL Đội 8, tham gia Chiến tranh Vùng Vịnh, gia nhập Chiến đoàn Đỏ, Liên đoàn Phát triển Chiến tranh Đặc biệt Hải quân năm 1992, được điều động tới Haiti, và giải ngũ năm 1995. Sau vụ tấn công 11 tháng 9, 2001, ông xin gia nhập đơn vị cũ, nhưng bị yêu cầu phải gia nhập đội SEAL rồi mới được quay lại DEVGRU. Ông tham gia lực lượng công binh Vệ binh Quốc gia Bắc Carolina, rồi tham gia Lực lượng Delta ngay sau đó, hoạt động trong Đại đội C, và hoàn thành khóa đào tạo Lực lượng Đặc biệt (Mũ nồi xanh) sau đó. Ông là thành đặc nhiệm đầu tiên đã được công khai danh tính là thành viên của DEVGRU và Delta. Công tác tại vùng Trung Đông 20 lần, bao gồm cuộc bắt sống thành công Tổng thống Iraq Saddam Hussein năm 2003, giải ngũ năm 2013 do chấn thương bởi lựu đạn địch. Ông đã hợp tác với
- Mike Pannone
- Thượng sĩ Nhất Patrick A. McNamara: Cựu binh Mũ nồi xanh Liên đoàn 1 Lực lượng Đặc biệt và Delta. Xuất hiện trong video clip bị đăng lên mạng tiết lộ công tác huấn luyện của Delta. Sau xuất ngũ làm dịch vụ huấn luyện thể chất và bắn súng tên TMACS Inc, có kênh YouTube và Instagram.
- George Andrew Fernandez
- Thượng sĩ George Hand: Cựu binh Mũ nồi xanh Liên đoàn Lực lượng Đặc biệt 1 và Delta. Sau khi xuất ngũ làm bảo vệ tư nhân cho Bộ Năng lượng, điều tra viên chống buôn người, và cộng tác viên cho các báo quân đội
- Robert Horrigan
- Trung sĩ Nhất Tyler Grey: Cựu binh Tiểu đoàn 2, Trung đoàn Biệt động quân 75, và Phi đoàn A Delta. Giải ngũ năm 2005 do vết thương ở cánh tay khi công tác ở Iraq. Sau khi giải ngũ và chữa thương, ông tham gia đóng phim với các vai phụ như Hạ sĩ nhất (Bậc lương E-6) Đặc nhiệm DEVGRU Trent Sawyer trong bộ phim truyền hình SEAL Team của đài CBS và đặc nhiệm SEAL Grey trong phim Suicide Squad,
- Brett Fredricks
- John R. Steinbaugh
- Christopher Nelms
- John McPhee
- Tom Spooner
- Dale Comstock
- Thượng sĩ David R. Halbruner: Được trao tặng Quân công Bội tinh (Distinguished Service Cross) khi tham gia cứu viện khu căn cứ CIA trong vụ tấn công 11-12/09/2012 ở Benghazi, Lybia, cùng với Thượng sĩ Tate Jolly.
- Thượng sĩ Tate Jolly: Thủy quân Lục chiến. Được trao tặng Huận chương Thập tự Hải quân (Navy Cross) khi tham gia cứu viện khu căn cứ CIA trong vụ tấn công 11-12/09/2012 ở Benghazi, Lybia, cùng với Thượng sĩ David Halbruner.
- Thượng sĩ Nhất Thomas P. Payne: Cựu binh Đại đội A, TIểu đoàn 1, Trung đoàn Biệt động quân 75 và Đại đội A, Lực lượng Delta. Tham gia trận giải cứu 37 con tin khỏi nhà tù của Nhà nước Hồi giáo ở tỉnh Kirkuk, Iraq năm 2015 cùng với Thượng sĩ Joshua Wheeler. Thành viên Delta còn sống và tại ngũ đầu tiên nhận Huân chương Danh dự
- Brett Velicovick
- Lee A. Van Arsdale
- Brad Halling
- James P. McMahon
- Thượng sĩ Paul R. Howe: Đại đội C, Delta. Thành viên đội công kích của trận Mogadishu. Ông là con rể của Đại tá Beckwith, người sáng lập Lực lượng Delta.
- Thượng sĩ Norman Hooten: Đại đội C, Lực lượng Delta. Thành viên đội công kích của trận Mogadishu. Sau khi xuất ngũ làm bảo vệ trên máy bay cho FAMS, rồi phó giám đốc Trung tâm Huấn luyện Chiến dịch Đặc biệt Quốc vương Abdullah (KASOTC) ở Jordan, rồi bác sĩ tại bệnh viện của Bộ Cựu Chiến binh. Được thể hiện bởi Eric Bana trong phim Diều hâu gãy cánh.
- Kyle E. Lamb
- Lawrence N. Freedman
- Thiếu tá Thomas Greer: Cựu đại đội trưởng thuộc Đại đội A. Tư lệnh chiến trường, chỉ huy 90 người trong trận Tora Bora tháng 12/2001 nhằm bắt sống Osama bin Laden. Sau khi giải ngũ thì ông viết sách về Delta dưới bút danh Dalton Fury. Qua đời năm 2016 do ung thư.
- Brad Thomas
- Thượng sĩ Nhất Mike R. Vining: Cựu binh Đại đội B, OTC khóa 2.
- Mel Wick
- Thiếu tướng Kenneth Bowen
- Matt Pranka: Cựu binh Quân y Trinh sát Thủy bộ Đặc biệt (Special Amphibious Reconnaissance Corpsman) của Hải quân Hoa Kỳ và Đại đội A, Lực lượng Delta.
- Kyle Morgan: Cựu binh Lực lượng Đặc biệt Lục quân Hoa Kỳ và Lực lượng Delta. Tham gia cuộc giải cứu con tin năm 2015 tại khách sạn Radisson Blu ở Bamako, Mali.

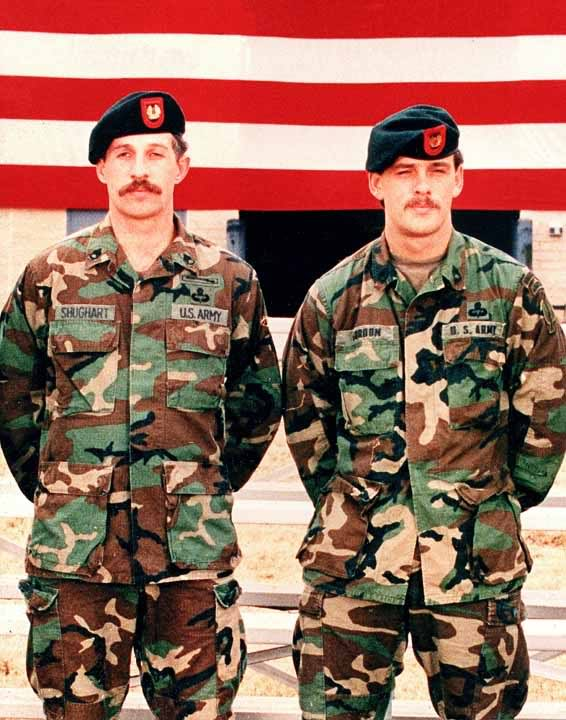
Trung sĩ Nhất Randall Shughart (trái) và Thượng sĩ Gary Gordon (phải), hy sinh bảo vệ trực thăng Black Hawk phiên hiệu Super Six Four trong trận Mogadishu, 1993. Cả hai được truy tặng Huân chương Danh dự

### Các thành viên đã hy sinh
- Thượng sĩ Timothy "Griz" L. Martin (09/06/1955-03/10/1993): Đại đội C Delta. Bị thương nặng do đạn RPG trong trận Mogadishu, chết trên đường tới bệnh viện ở Đức. Được truy tặng Huân chương Sao bạc (Silver Star) và Chiến thương Bội tinh (Purple Heart). Được thể hiện bởi Kim Coates trong Diều hâu gãy cánh
- Thượng sĩ Gary I. Gordon (30/08/1960-03/10/1993): Cựu công binh Mũ nồi xanh Tiểu đoàn 2, Liên đoàn Lực lượng Đặc biệt 10 và Đại đội C Delta. Hy sinh trong trận Mogadishu khi tình nguyện bảo vệ thi thể phi hành đoàn trực thăng UH-60 Black Hawk phiên hiệu Super Six Four và phi công sống sót Michael Durant. Được truy tặng Huân chương Danh dự và Chiến thương Bội tinh (Purple Heart). Được thể hiện bởi Nikolaj Coster-Waldau trong phim Diều hâu gãy cánh
- Trung sĩ Nhất Randall D. Shugart (13/08/1958-03/10/1993): Cựu binh Tiểu đoàn 2, Trung đoàn Biệt động quân 75 và Mũ nồi xanh Liên đoàn Lực lượng Đặc biệt 10. Đại đội C Delta. Hy sinh trong trận Mogadishu khi tình nguyện bảo vệ thi thể phi hành đoàn trực thăng UH-60 Black Hawk phiên hiệu Super Six Four và phi công sống sót Michael Durant. Được truy tặng Huân chương Danh dự và Chiến thương Bội tinh (Purple Heart). Được thể hiện bởi Johnny Strong trong phim Diều hâu gãy cánh
- Trung sĩ Nhất Matthew Loren Rierson (29/09/1960-06/10/1993): Đại đoàn C Delta. Chết do đạn súng cối bay lạc, 2 ngày sau trận Mogadishu. Được truy tặng Huân chương Sao bạc (Silver Star), Huân chương Sao đồng (Bronze Star) và Chiến thương Bội tinh (Purple Heart)
- Trung sĩ Nhất Earl Robert Fillmore Jr. (1965-03/10/1993): Cựu quân y Mũ nồi xanh Đại đội A, Tiểu đoàn 1, Liên đoàn Lực lượng Đặc biệt 7. Là người trẻ nhất hoàn thành xét tuyển Delta, gia nhập Đại đội C. Hy sinh trong trận Mogadishu khi đang trên xe tới chỗ rơi trực thăng UH-60 Black Hawk phiên hiệu Super Six One. Được truy tặng Huân chương Sao bạc (Silver Star) và Chiến thương Bội tinh (Purple Heart)
- Trung sĩ Tham mưu (E-6) Daniel Darrel Busch (30/07/1968-03/10/1993): Đại đội C, Lực lượng Delta. Lính bắn tỉa trên trực thăng UH-60 Black Hawk phiên hiệu Super Six One trong trận Mogadishu. Hy sinh khi bảo vệ thi thể phi hành đoàn. Được truy tặng Huân chương Sao bạc (Silver Star) và Chiến thương Bội tinh (Purple Heart). Được thể hiện bởi Richard Tyson trong phim Diều hâu gãy cánh.

#### Thành viên hy sinh trong Chiến tranh Toàn cầu Chống Khủng bố[15]
- Trung sĩ Nhất Christopher J. Speer (09/07/1973 - 06/08/2002): Cựu binh quân y Mũ nồi xanh Liên đoàn Lực lượng Đặc biệt 3 và Delta. Bị thương 27/2/2002 ở Afghanistan do lựu đạn, và qua đời 6/8/2002 ở Căn cứ Không quân Ramstein, Đức. Vụ việc thu hút dư luận quốc tế do kẻ tấn công là công dân Canada tên Omar Khadr (lúc đó chỉ 15 tuổi) bị bắt và tra tấn bởi Mỹ, vi phạm luật ân xá binh lính trẻ em của Canada.
- Thượng sĩ George A. Fernandez (-02/04/2003): Hy sinh do trúng đạn tại Iraq, 02/04/2003
- Trung sĩ Nhất Mickey E. Zaun: Hy sinh 28/01/2005 tại Iraq do tai nạn xe.
- Trung sĩ Nhất Steven A. Langmack: Hy sinh 31/05/2005 tại Iraq do bị trúng đạn
- Thượng sĩ Michael L. McNulty
- Trung sĩ Nhất Trevor J. Diesing
- Thượng sĩ Ivica Jerak
- Trung sĩ nhất Obediah J. Kolath
- Thượng sĩ Joseph J. Andres, Jr.
- Trung sĩ Nhất Lance S. Cornett
- Quân khuyển Pepper: Mất tích khi thi hành nhiệm vụ tại Iraq, 04/02/2006
- Trung sĩ Nhất Richard J. Herrema
- Quân khuyển Vinny: Hy sinh 02/11/2007 tại Iraq
- Thượng sĩ Jared N. Van Aalst
- Trung sĩ Nhất Ronald A. Grider
- Thượng sĩ Benjamin A. Stevenson (07/02/1975 - 21/07/2011): Cựu đặc nhiệm Mũ nồi xanh chuyên về vũ khí, Đại đội Bravo, Tiểu đoàn 3, Liên đoàn Lực lượng Đặc biệt 5, gia nhập Delta tháng 5/2006. Hy sinh trong chiến trận ở tỉnh Paktika, Afghanistan do bị thương trúng đạn.
- Trung sĩ Nhất Ryan J. Savard
- Thượng sĩ Joshua Wheeler (22/11/1975-22/10/2015): Cựu đặc nhiệm Đại đội B, Tiểu đoàn 2, Trung đoàn Biệt động quân 75 và Đại đội A, Lực lượng Delta. Hy sinh trong trận giải cứu 37 con tin khỏi nhà tù của Nhà nước Hồi giáo ở tỉnh Kirkuk, Iraq năm 2015. Là quân nhân Mỹ đầu tiên chết trận ở Iraq sau tháng 11/2011, và lính Mỹ đầu tiên chết trận trong chiến tranh chống Nhà nước Hồi giáo. Được truy tặng Huân chương Sao bạc (Silver Star). Đồng đội trong trận đánh là Trung sĩ Nhất Thomas Payne Quân công Bội tinh (Distinguished Service Cross), sau thăng lên Huân chương Danh dự (Medal of Honor).
- Thượng sĩ Jonathan J. Dunbar (1981/1982-30/03/2018): Hy sinh do vật liệu nổ tự chế (IED - improvised explosive device) ở Syria.

## So sánh với SEAL Team Six
Theo Business Insider, nhiệm vụ chính của Delta là chống khủng bố nhưng nó có khả năng đảm trách nhiều loại hình nhiệm vụ bí mật, không giới hạn địa lý như giải cứu con tin, tấn công chiến thuật. Trong khi đó, biệt kích SEAL là lực lượng tinh nhuệ của Hải quân Mỹ. Họ thực hiện các nhiệm vụ liên quan hoặc xuất phát từ môi trường nước.
Phương tiện chiến đấu của Delta chuyên trách trên mặt đất trong khi phương tiện chiến đấu của SEAL vận hành trên biển. Tuy nhiên, lực lượng SEAL được trang bị nhiều khí tài giúp họ hoạt động tốt trên đất liền sau khi đổ bộ từ biển.
Cả Delta lẫn SEAL đều thuộc quân số SMU do JSOC quản lý, thực hiện các nhiệm vụ bí mật trên khắp thế giới. Mỗi đơn vị có thể thực hiện nhiều hoạt động khác nhau nhưng nhiệm vụ chính vẫn là chống khủng bố.
Ví dụ Delta đã trừ khử trùm khủng bố Abu Bakr al-Baghdadi thuộc lực lượng IS tại Syria, còn Biệt đội SEAL 6 đã loại bỏ trùm khủng bố Osama bin Laden vài năm trước. Theo các cựu binh  của hai đơn vị này tiết lộ thì có 5 điểm nhấn khác biệt giữa hai đơn vị tinh nhuệ bậc nhất này:
1. Tuyển chọn: như đề cập, Delta thường tuyển chọn thành viên từ các lực lượng đặc biệt và lính bộ binh. Đôi khi cũng tuyển chọn các thành viên ưu tú từ các lực lượng quân đội khác, kể cả biên phòng và cảnh sát biển (ví dụ, Tate Jolly từ TQLC, Matt Pranka từ Hải quân). Còn Biệt đội SEAL 6 gần như chỉ tuyển chọn thành viên từ lực lượng SEAL thuộc Hải quân Mỹ. Nếu ứng viên không vượt qua được vòng tuyển chọn khắc nghiệt, họ vẫn tiếp tục hoạt động trong cộng đồng SEAL.
2. Huấn luyện: cả hai đều được trang bị các trang thiết bị hiện đại nhất và được huấn luyện kỹ lưỡng về kỹ thuật chiến đấu cận chiến, giải cứu con tin, thu thập mục tiêu giá trị cao và các dạng chiến dịch đặc biệt khác. Điểm khác là SEAL 6 được huấn luyện thêm với các hoạt động trên biển, còn Delta trọng tâm trên đất liền.
3. Văn hóa: Delta đa dạng các loại hình huấn luyện do có sự tổng hợp từ nhiều lực lượng. Các thành viên thuộc Delta vẫn có thể được nhận huân chương từ các đơn vị cũ của mình sau khi gia nhập lực lượng này, ví dụ Trung sĩ Pháo Tate Jolly của Thủy quân Lục chiến được nhận Huân chương Thập tự Hải quân sau khi tham gia cứu viện khu căn cứ CIA ở Benghazi, Lybia năm 2012. Hiện vẫn chưa có nhiều thông tin về việc SEAL 6 có tuyển thành viên ngoài cộng đồng SEAL.
4. Nhiệm vụ: cả hai đều có khả năng thực hiện nhiệm vụ đặc biệt do JSOC đưa ra. Do đặc thù về môi trường hoạt động nên SEAL 6 được huấn luyện về các chiến dịch đặc biệt trên biển còn Delta thì trên đất liền
5. Cung cấp thông tin trước dư luận. Cả hai được biết đến là "siêu kín tiếng" và " siêu bí mật". Tuy nhiên, trong thời đại thông tin  sôi động như hiện nay thì điều này khó đảm bản, nhất là miệng của chính các thành viên của chính phủ. Hoặc từ phim ảnh, chẳng hạn như những bộ phim bom tấn của Hollywood đều là đề cập đến công việc "thâm cung bí sử" của hai tổ chức này. Sau cuộc ám sát bin Laden năm 2011, các thành viên của DEVGRU tham gia chiến dịch đã viết sách, và cộng với nỗ lực tuyển mộ SEAL của Hải quân, SEAL đã trở nên nổi tiếng trên truyền thông. Tuy nhiên, hình ảnh của Delta trên truyền thông vẫn khá kín đáo

## Trong truyền thông đại chúng
Những người đầu tiên tham gia Đại đội C thuộc Lực lượng Delta còn tham dự Chiến dịch Gothic Serpent ở Somalia. Trận Mogadishu của chiến dịch này được chuyển thành phim Diều hâu gãy cánh, đạo diễn bời Ridley Scott.
Trong vụ tấn công khu sứ quán và căn cứ CIA ở Benghazi, Lybia năm 2012, 2 đặc nhiệm Delta tham gia vào chiến dịch giải cứu là David Halburner và Tate Jolly. Sự việc được chuyển thể thành bộ phim 13 giờ: Lính ngầm Benghazi của đạo diễn Michael Bay
Bộ phim truyền hình The Unit sản xuất năm 2006 với nội dung là một nhóm đặc nhiệm dựa trên Lực lượng Delta. Bộ phim dựa trên hồi ký Bên trong Lực lượng Delta (Inside Delta Force) của Eric Haney.
Nhiều sách viết về Lực lượng Delta đã được xuất bản, ví dụ như Diều hâu gãy cánh của nhà báo Mark Bowden (sau chuyển thành phim cùng tên), Bên trong Delta Force (Inside Delta Force) của cựu đặc nhiệm Đại đội B Delta Thượng sĩ Nhất Eric Haney, hồi ký của Đại tá Charles Beckwith, và bộ sách về Delta của Thiếu tá Thomas Greer, trung đội trưởng Đại đội A Delta chỉ huy 90 người cải trang dân Pashto trong trận Tora Bora năm 2001 nhằm bắt bin Laden, bút danh Dalton Fury.